# 森かおり
森 かおり（もり かおり、1979年8月23日 - ）は、元三洋電機バドミントン部所属の女子選手（既に現役引退）。
福岡県北九州市出身。身長157cm。血液型はA型。右利き。福岡県北九州市立城南中学校卒業-九州国際大学付属高等学校女子部卒業-三洋電機。

## バドミントンの経歴
母親がバドミントンをやっていたので連れて行ってもらい、8歳からバドミントンを始める。当時は双子の妹と競っていた。
小学校時代はバドミントンジュニアの「京都クラブ」・「どんぐりクラブ」・「城野クラブ」チームに所属。
中学生時代には全国中学生選手権シングルスで優勝。
高校時代にはインターハイで優勝。「私の夢はオリンピックに出場し、メダルを獲得すること」と語っていた。
三洋電機に入社当初はダブルス・シングルスともに活躍。ダブルスでは会社の先輩である鬼池めぐみ選手と組んでいた。
2001年には日本人として14年ぶりにヨネックスオープンジャパンで第3位に入賞した。また、全日本総合でも優勝を勝ち取った。
2004年にはアテネオリンピックに出場。日本代表選手が組み合わせに恵まれなかった中で唯一勝ち星を挙げ２回戦に進出している。
その後、2006年にはユーバー杯、アジア選手権に出場。
2008年の北京五輪に向けて世界ランキングを上げていたものの、わずかの差で出場を逃した。

## 主な戦歴

### 国内試合
- 1993年
  - 全日本ジュニア中学新人　シングルス優勝
- 1995年
  - 全国高校選抜　シングルス第3位
  - 全国高等学校バドミントン選手権大会(インターハイ)　シングルス準優勝
- 1996年
  - 全国高等学校バドミントン選手権大会(インターハイ)　シングルス準優勝、女子ダブルス準優勝
- 1997年
  - 全国高等学校バドミントン選手権大会(インターハイ)　シングルス第3位
- 1998年
  - 全日本総合選手権　シングルス第3位、女子ダブルスベスト16
  - 全日本社会人選手権　シングルスベスト8
  - 近畿総合　ダブルス優勝
- 1999年
  - 全日本社会人選手権　シングルスベスト8、女子ダブルスベスト8
  - 全日本総合選手権　シングルスベスト8、女子ダブルス第3位
- 2000年
  - 全日本社会人選手権　シングルス準優勝、女子ダブルス優勝
  - 全日本総合選手権　シングルス準優勝、女子ダブルスベスト8
- 2001年
  - 全日本社会人選手権　シングルス優勝、女子ダブルス準優勝
  - 全日本総合選手権　シングルス優勝、女子ダブルス準優勝
- 2002年
  - アジア大会選考会　シングルス1位
  - 全日本社会人選手権　シングルスベスト16、女子ダブルスベスト16
  - 全日本総合選手権　女子ダブルスベスト8
- 2003年
  - 日本ランキングサーキット　シングルス準優勝
  - 全日本総合選手権　シングルス優勝
- 2004年
  - 全日本社会人選手権　シングルス第3位
  - 全日本総合選手権　シングルス第3位
- 2005年
  - 日本ランキング大会　シングルス第3位
  - 全日本社会人選手権　シングルス準優勝
  - 全日本総合選手権　シングルス第3位
- 2006年
  - 全日本総合選手権　シングルス準優勝
- 2007年
  - 全日本総合選手権　シングルス2回戦敗退

### 国際試合
- 1995年
  - オランダジュニア　女子ダブルス第3位
  - インドネシアオープン シングルス第3位
- 1996年
  - オランダジュニア　シングルス準優勝、ダブルス第3位
  - ドイツオープン 女子ダブルス第3位
- 1999年
  - 韓国オープン　シングルスベスト16
  - 台湾オープン　出場
  - ジャパンオープン　シングルスベスト16
  - マレーシアオープン　シングルスベスト16、女子ダブルスベスト16
  - タイオープン　シングルスベスト16、女子ダブルスベスト8
- 2000年
  - デンマークオープン　女子ダブルスベスト16
  - オランダオープン　女子ダブルス第3位
- 2001年
  - スイスオープン　女子ダブルス第3位
  - ヨネックスオープンジャパン　シングルス第3位（日本人では14年ぶりの快挙）
  - シンガポールオープン　シングルスベスト8
  - アジア選手権　シングルスベスト8、女子ダブルスベスト8
- 2002年
  - 全英オープン　シングルスベスト16
  - 韓国オープン　シングルスベスト16
  - マレーシアオープン　シングルスベスト16、女子ダブルスベスト16
  - シンガポールオープン　シングルスベスト16、女子ダブルスベスト16
  - インドネシアオープン　シングルスベスト16
- 2003年
  - タイオープン　シングルスベスト8
  - スペイン国際　シングルスベスト8
  - 南アフリカ国際　シングルスベスト8
  - ワイカト国際　シングルス準優勝
  - 西オーストラリア国際　シングルス準優勝
  - 世界選手権　シングルスベスト16
  - シンガポールオープン　シングルスベスト16
  - インドネシアオープン　シングルスベスト16
  - オランダオープン　シングルスベスト8
  - デンマークオープン　シングルスベスト16
  - スロバキア国際　シングルス優勝
  - 中国オープン　シングルスベスト16
- 2004年
  - タイオープン　シングルスベスト8
  - ユーバー杯アジア予選　団体第3位
  - ヨネックスオープンジャパン　シングルスベスト8
  - アジア選手権　シングルス第3位
  - マレーシアオープン　シングルスベスト16
  - アテネオリンピック　シングルスベスト16
  - ドイツオープン　シングルスベスト8
  - シンガポールオープン　シングルスベスト8
- 2005年
  - ドイツオープン　シングルスベスト16
  - 全英オープン シングルスベスト8
  - ヨネックスオープンジャパン　シングルス1回戦敗退
  - シンガポールオープン　シングルスベスト16
  - マレーシアオープン　シングルスベスト8
  - 世界選手権大会　シングルスベスト8
  - アジア選手権大会　シングルス準優勝
  - インドネシアオープン　シングルス第3位
  - オランダオープン　シングルスベスト8
  - デンマークオープン　シングルスベスト8
- 2006年
  - ドイツオープン　シングルスベスト16
  - 全英オープン　シングルスベスト16
  - アジア選手権　シングルス準優勝
  - ユーバー杯　ベスト8
  - インドネシアオープン　シングルスベスト32
  - シンガポールオープン　シングルスベスト8
  - マカオオープン　シングルス1回戦敗退
  - タイオープン　シングルスベスト16
  - 韓国オープン　シングルス2回戦敗退
  - 香港オープン　シングルスベスト16
  - 世界選手権　シングルスベスト16
  - ヨネックスオープンジャパン　シングルスベスト8
  - チャイナオープン　シングルス第3位
  - アジア大会　団体2位、シングルス2回戦敗退
- 2007年
  - マレーシアオープン　シングルス1回戦敗退
  - 韓国オープン　シングルス1回戦敗退
  - 全英オープン　シングルス1回戦敗退
  - スイスオープン　シングルスベスト16
  - 大阪国際　シングルスベスト8
  - アジア選手権　シングルス1回戦敗退
  - シンガポールオープン　シングルスベスト16
  - インドネシアオープン　シングルス1回戦敗退
  - 中国マスターズ　シングルス1回戦敗退
  - フィリピンオープン　シングルスベスト16
  - 世界選手権　シングルスベスト16
  - ヨネックスオープンジャパン　シングルス1回戦敗退
  - チャイニーズタイペイ　シングルス1回戦敗退
  - マカオオープン　シングルス1回戦敗退
  - デンマークオープン　シングルスベスト16
  - フランスオープン　シングルス1回戦敗退
  - 中国オープン　シングルスベスト8
  - 香港オープン　シングルスベスト16
  - アイルランド国際　シングルス準優勝
  - イタリア国際　シングルス第3位
- 2008年
  - マレーシアオープン　シングルス1回戦敗退
  - 韓国オープン　シングルスベスト16
  - 全英オープン　シングルス1回戦敗退
  - スイスオープン　シングルス1回戦敗退
  - インドオープン　シングルスベスト16
  - アジア選手権　シングルス1回戦敗退
  - ユーバー杯　団体戦出場